# Holoplatys meda
Holoplatys meda är en spindelart som beskrevs av Zabka 1991. Holoplatys meda ingår i släktet Holoplatys och familjen hoppspindlar. Inga underarter finns listade i Catalogue of Life.